# Olipara eboricola
Olipara eboricola är en insektsart som först beskrevs av Van Stalle 1984.  Olipara eboricola ingår i släktet Olipara och familjen kilstritar. Inga underarter finns listade i Catalogue of Life.